# Ronde van Asturië 2019
De 62e editie van de Ronde van Asturië vond in 2019 plaats van 3 tot 5 mei. De start wass in Oviedo, evenals de finish. De ronde maakte deel uit van de UCI Europe Tour 2019, in de categorie 2.1. In 2018 won de Ecuadoriaan Richard Carapaz, die ook deze editie op zijn naam schreef.

## Etappe-overzicht
| etappe | datum | start             | finish            | afstand  | winnaar         | klassementsleider |
| ------ | ----- | ----------------- | ----------------- | -------- | --------------- | ----------------- |
| 1e     | 3 mei | Oviedo            | Pola de Lena      | 179,2 km | Carlos Quintero | Carlos Quintero   |
| 2e     | 4 mei | Soto de Ribera    | Cangas del Narcea | 171,1 km | Richard Carapaz | Richard Carapaz   |
| 3e     | 5 mei | Cangas del Narcea | Oviedo            | 119 km   | Edgar Pinto     | Richard Carapaz   |

## Eindklassementen
| Plaats      | Naam                         | Ploeg                         | Tijd      |
| ----------- | ---------------------------- | ----------------------------- | --------- |
| Blauwe trui | Richard Carapaz              | Movistar Team                 | 11u34'16" |
| 2           | Krists Neilands              | Israel Cycling Academy        | + 2'00"   |
| 3           | Aleksandr Vlasov             | Gazprom-RusVelo               | + 2'04"   |
| 4           | Edgar Pinto                  | W52-FC Porto                  | + 2'43"   |
| 5           | Vicente García de Mateos     | Ludofoods Louletano Aviludo   | + 2'48"   |
| 6           | David Miguel Costa Rodrigues | Rádio Popular-Boavista        | + 2'49"   |
| 7           | Jonathan Lastra              | Caja Rural-Seguros RGA        | + 2'53"   |
| 8           | Mikel Bizkarra               | Euskadi Basque Country-Murias | + 2'57"   |
| 9           | Artjom Nytsj                 | Gazprom-RusVelo               | + 3'26"   |
| 10          | Jhojan García                | Manzana Postobón Team         | + 3'51"   |
|             |                              |                               |           |
| 61          | Dennis van Winden            | Israel Cycling Academy        | + 25'21"  |

| Plaats    | Naam            | Ploeg                 | Punten |
| --------- | --------------- | --------------------- | ------ |
| Rode trui | Richard Carapaz | Movistar Team         | 45     |
| 2         | Carlos Quintero | Manzana Postobón Team | 45     |
| 3         | Edgar Pinto     | W52-FC Porto          | 41     |

| Plaats      | Naam            | Ploeg                         | Punten |
| ----------- | --------------- | ----------------------------- | ------ |
| Groene trui | Daniel Turek    | Israel Cycling Academy        | 18     |
| 2           | Richard Carapaz | Movistar Team                 | 13     |
| 3           | Mikel Bizkarra  | Euskadi Basque Country-Murias | 9      |

1925 · 1926 · 1927 · 1928 · 1929-1946 · 1947 · 1948 · 1949 · 1950 · 1951 · 1952 · 1953 · 1954 · 1955 · 1956 · 1957 · 1958-1967 · 1968 · 1969 · 1970 · 1971 · 1972 · 1973 · 1974 · 1975 · 1976 · 1977 · 1978 · 1979 · 1980 · 1981 · 1982 · 1983 · 1984 · 1985 · 1986 · 1987 · 1988 · 1989 · 1990 · 1991 · 1992 · 1993 · 1994 · 1995 · 1996 · 1997 · 1998 · 1999 · 2000 · 2001 · 2002 · 2003 · 2004 · 2005 · 2006 · 2007 · 2008 · 2009 · 2010 · 2011 · 2012 · 2013 · 2014 · 2015 · 2016 · 2017 . 2018 · 2019 · 2020 · 2021 · 2022 · 2023 · 2024